# Atzendorf (Merseburg)
Atzendorf gehört zum Ortsteil Geusa der Stadt Merseburg in Sachsen-Anhalt.

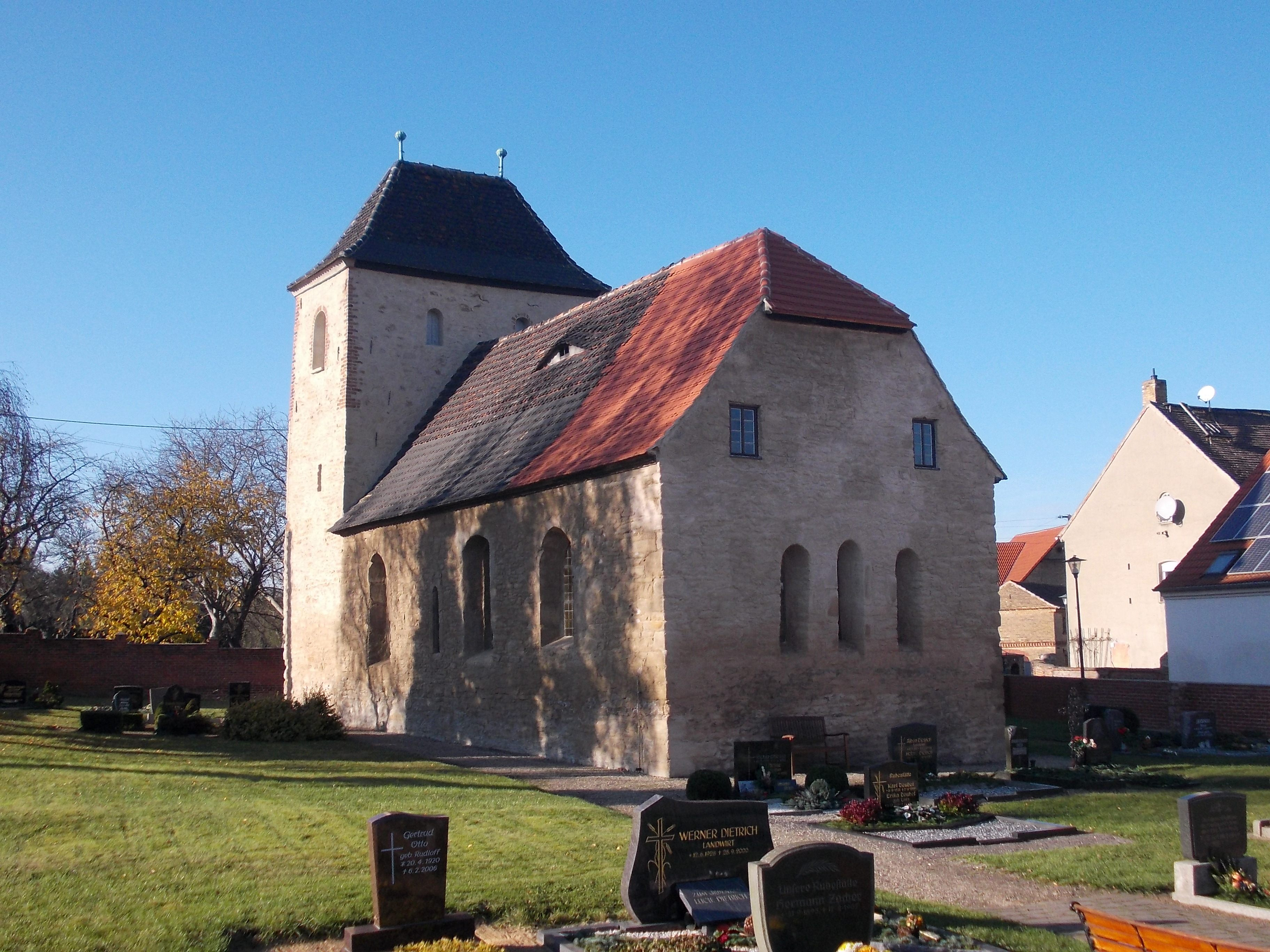
Die Kirche St. Dionysius

## Geschichte
In und um Atzendorf wurden im 19. und 20. Jahrhundert einige Hügelgräber geöffnet, deren geborgene Inhalte auf eine vorgeschichtliche Besiedlung der Gegend hinweisen. Diese Funde werden im Landesamt für Denkmalpflege und Archäologie Sachsen-Anhalt in Halle (Saale) aufbewahrt.
Der Ortsname Azechendorpf wird erstmals im zwischen 881 und 899 entstandenen Zehntverzeichnis des Klosters Hersfeld erwähnt. Hier finden sich neben Atzendorf auch die Nachbardörfer Geusa (als „Husuuua“, sprich Husuwa) und Blösien (als „Blesina“) verzeichnet.
Atzendorf gehörte als sogenanntes Küchendorf zunächst zur Königspfalz Merseburg, später zum Bistum Merseburg. Hier wurden also Güter angebaut, die der Versorgung des Merseburger Domkapitels dienten. Das untergegangene Gut Atzendorf fungierte als Stammsitz des gleichnamigen Adelsgeschlechts „von Atzendorf“, das mit Conrad von Atzendorf und dessen Ehefrau Anna erstmals 1394 Erwähnung findet. Atzendorf gehörte bis 1815 zum hochstiftlich-merseburgischen Amt Merseburg, das seit 1561 unter kursächsischer Hoheit stand und zwischen 1656/57 und 1738 zum Sekundogenitur-Fürstentum Sachsen-Merseburg gehörte. Durch die Beschlüsse des Wiener Kongresses kam der Ort im Jahr 1815 zu Preußen und wurde 1816 dem Kreis Merseburg im Regierungsbezirk Merseburg der Provinz Sachsen zugeteilt.
Das Dorf wurde am 1. Januar 1950 nach Geusa eingemeindet. Mit diesem sowie den benachbarten Dörfern Blösien und Zscherben wurde es 2010 Ortsteil der Stadt Merseburg.

## Kirche
Die romanische, dem heiligen Dionysios geweihte Saalkirche aus Kalk-Sandstein stammt aus dem 11. Jahrhundert und wurde im 17. Jahrhundert umfassend überbaut. Auffallend ist das mit einem Sternenhimmel verzierte, hölzerne Tonnengewölbe, von großem kulturgeschichtlichen Wert auch die barocken Wandmalereien sowie der sechseckige Taufstein. 
Bei den alliierten Luftangriffen 1944/45 wurde die Kirche schwer beschädigt, aber wieder aufgebaut.
Auf dem die Kirche umgebenden Friedhof befindet sich ein Grabmal des unbekannten Soldaten.

## Regelmäßige Veranstaltungen
Das kulturelle Leben in Atzendorf wird maßgeblich von den Geusaer Pfingstburschen bestimmt, die in Atzendorf ihren Vereinssitz haben und alljährlich den Pfingstumzug ebenso wie das sommerliche, inzwischen regional etablierte Teichfest und das im Herbst veranstaltete Scheunenfest bestreiten.

## Persönlichkeiten
- Karl Friedrich Steinberg (1897–1950), SS-Unterscharführer und Kriegsverbrecher.